# Regionalna Izba Spółdzielczości Bankowej w Kołaczkowie
Regionalna Izba Spółdzielczości Bankowej w Kołaczkowie – placówka muzealna o charakterze izby pamięci działająca przy Powiatowym Banku Spółdzielczym we Wrześni, poświęcona spółdzielczości bankowej. Zajmuje część I piętra zabytkowego pałacu Władysława Reymonta w Kołaczkowie, w powiecie wrzesińskim. Ekspozycję udostępnia Gminny Ośrodek Kultury.

## Historia
Izba powstała z inicjatywy Stefana Bachorza, dyrektora Powiatowego Banku Spółdzielczego we Wrześni. W latach 1998–2001 mieściła się w pomieszczeniach banku we Wrześni, przy ul. Warszawskiej 36. Z okazji 130 rocznicy powstania bankowości spółdzielczej na terenie powiatu wrzesińskiego, 13 czerwca 2001 otwarta została obecna ekspozycja w Kołaczkowie.

## Ekspozycja
W placówce prezentowane są dokumenty założycielskie banku, dokumenty prezentujące jego działalność oraz działalność innych banków spółdzielczych z Wielkopolski, a także urządzenia i maszyny biurowe. Eksponowane są również stare banknoty, legitymacje, księgi pamiątkowe, mundury, sztandary, odznaczenia oraz portrety zasłużonych bankowców, w tym m.in. księdza Piotra Wawrzyniaka – patrona Związku Spółek Zarobkowych i Gospodarczych.

## Galeria

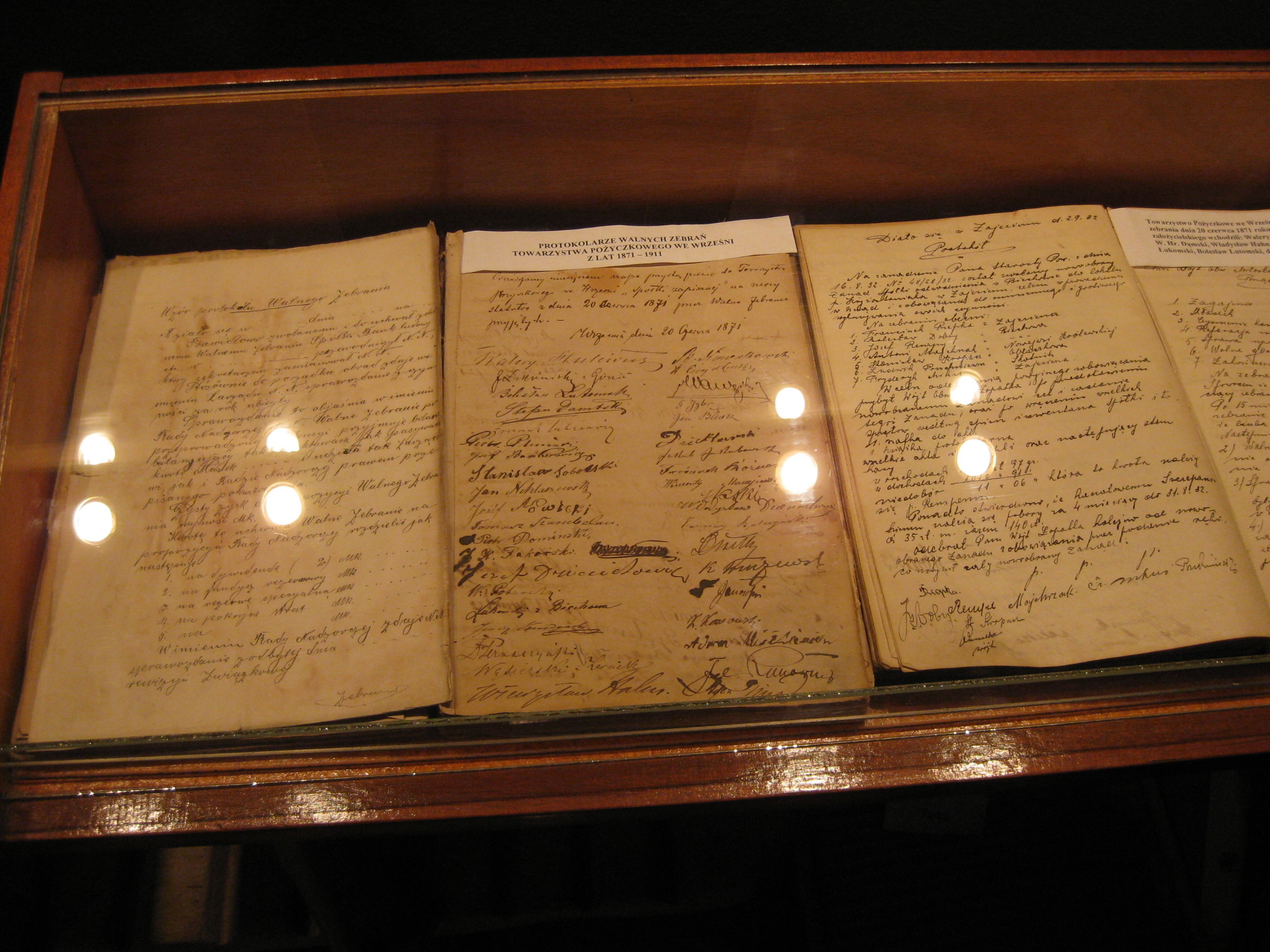
Protokolarze walnych zebrań Towarzystwa Pożyczkowego we Wrześni z lat 1871–1911
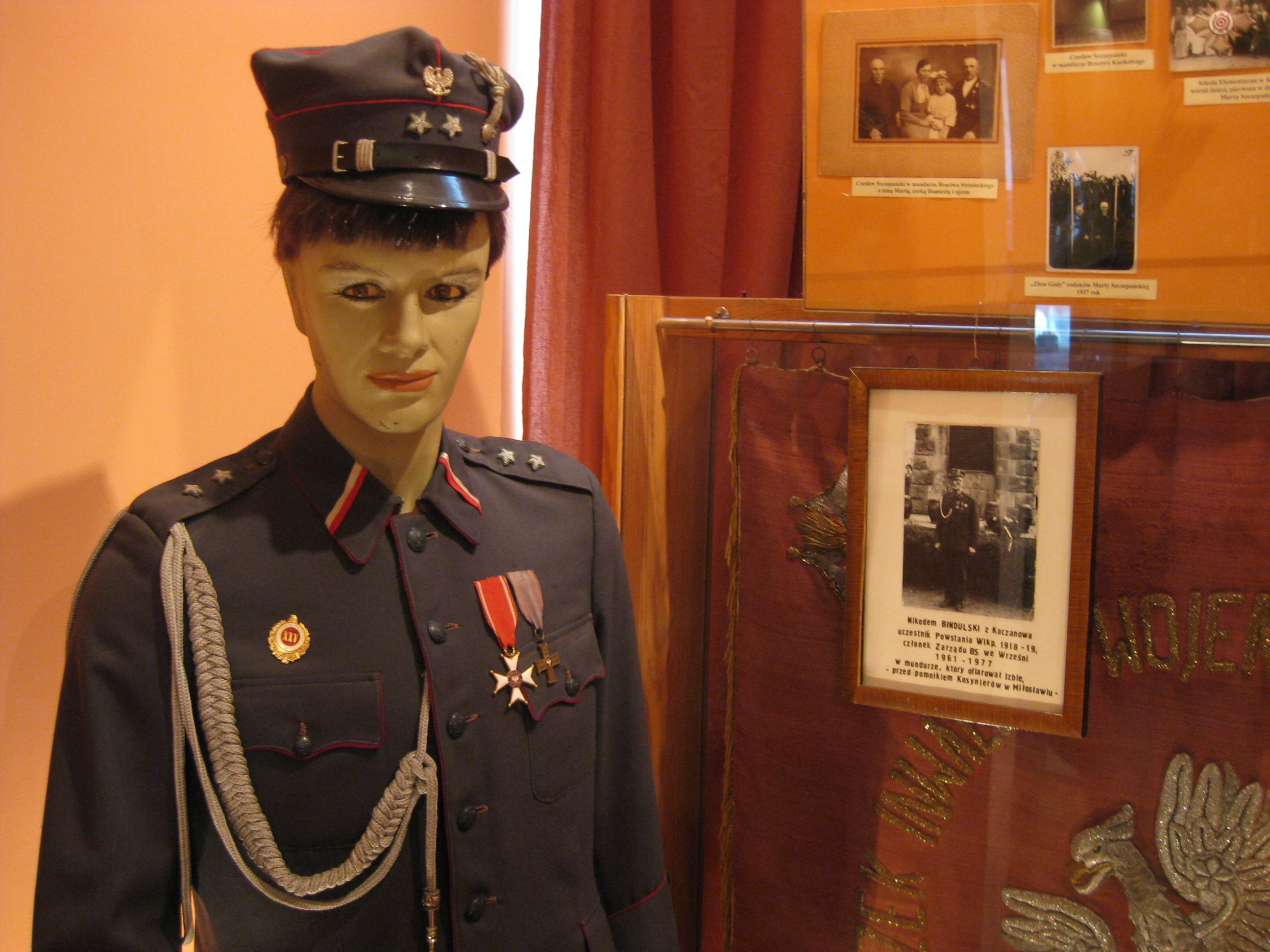
Mundur Nikodema Bindulskiego z Kaczanowa, powstańca wielkopolskiego, członka zarządu banku
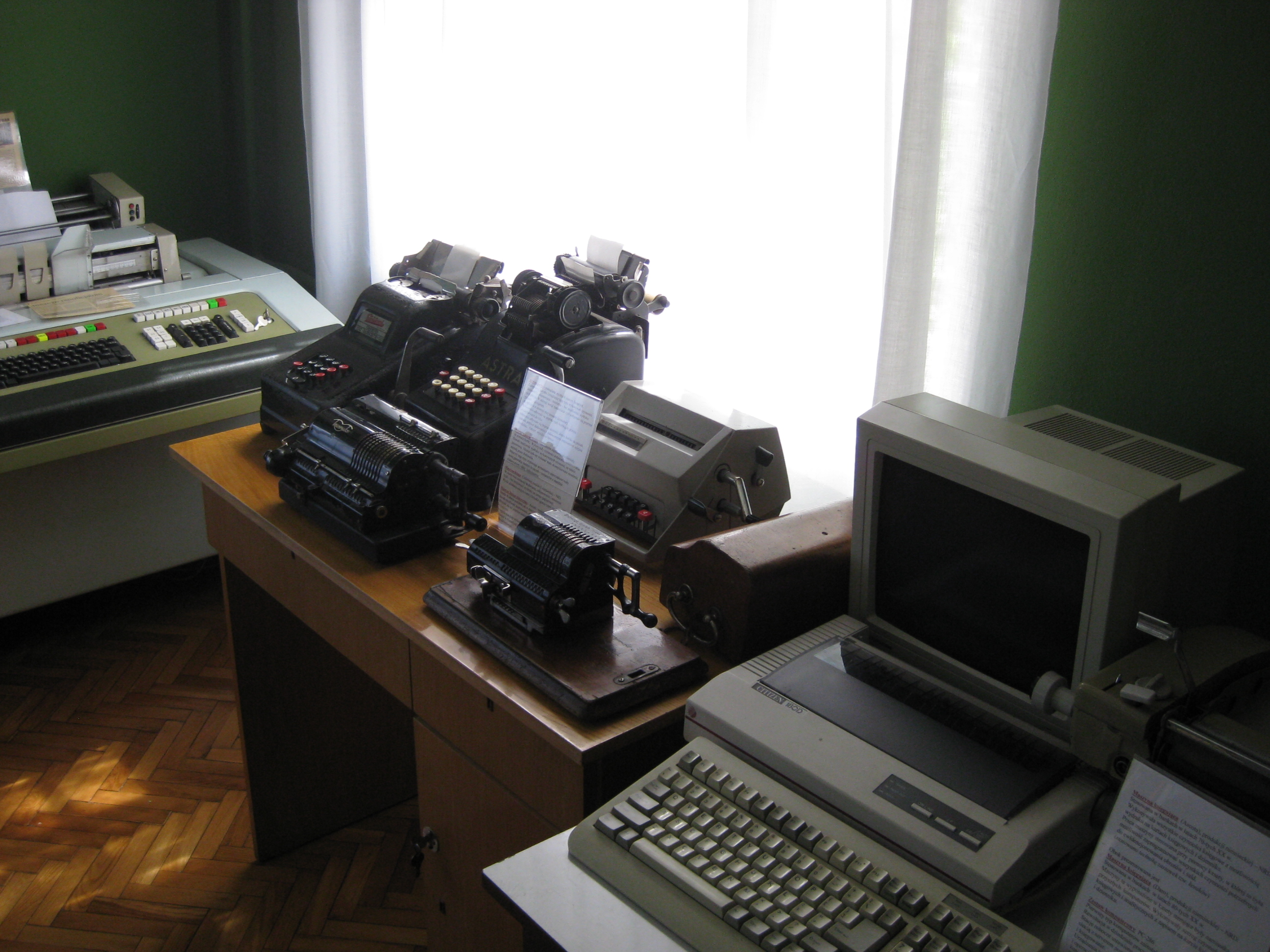
Bankowe maszyny liczące
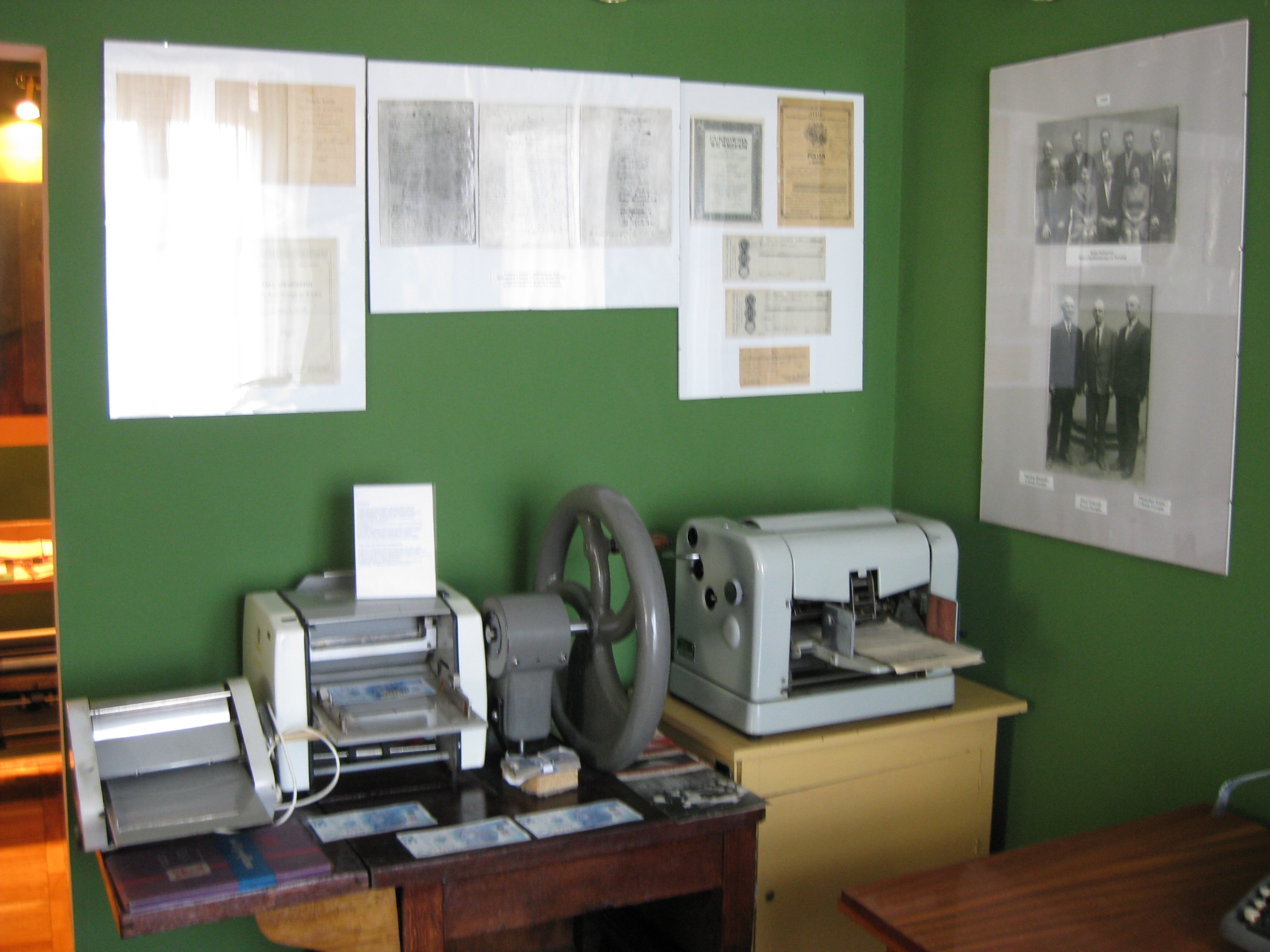
Maszyny bankowe
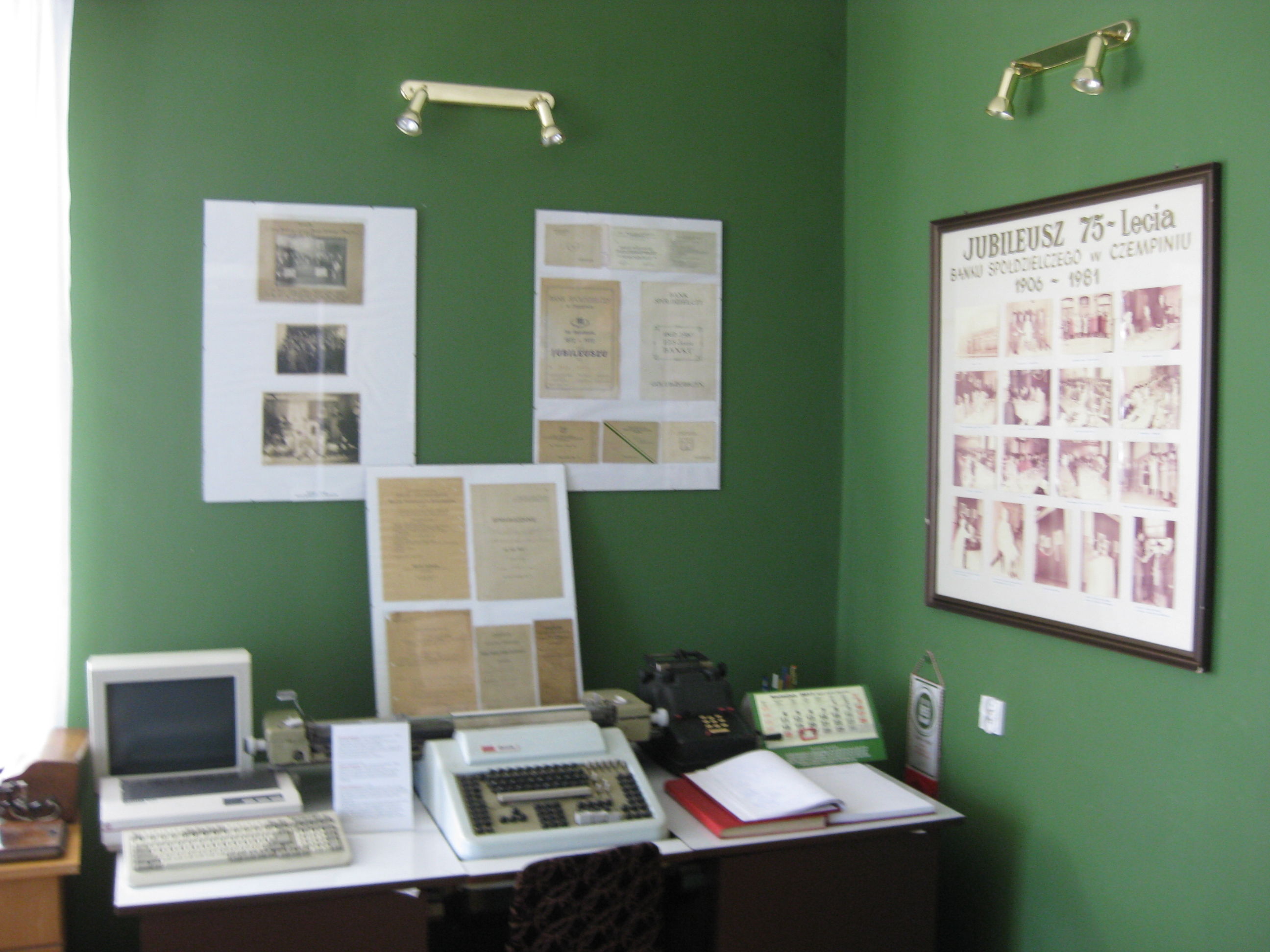
Fragment ekspozycji